# Chlorocytus murriensis
Chlorocytus murriensis är en stekelart som beskrevs av Graham 1965. Chlorocytus murriensis ingår i släktet Chlorocytus och familjen puppglanssteklar.
Artens utbredningsområde är Pakistan. Inga underarter finns listade i Catalogue of Life.